# ترازوی فنری

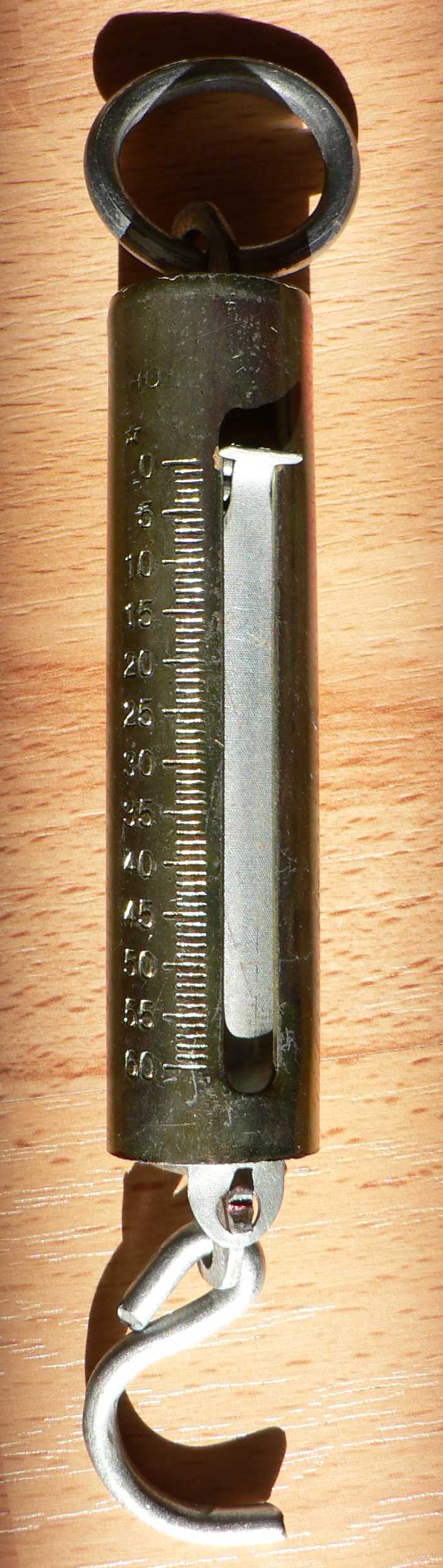
ترازوی فنری که می‌تواند با دقت یک گرم اندازه‌گیری کند

ترازوی فنری ابزاری است دارای یک فنر ثابت که در یک سر این فنر یک قلاب برای نگه داشتن اجسام وجود دارد و در سر دیگر آن حلقه‌ای برای آویزان ماندن ترازو از آن. ترازوهای فنری بر اساس قانون هوک کار می‌کنند به این معنی که میزان تغییر طول فنر (در اینجا کشیدگی آن) متناسب است با نیروی وارد شده به آن.
اگر دقت در اندازه‌گیری مهم باشد می‌توان ترازوی فنری را بسته به جایی که از آن استفاده می‌شود (شتاب گرانش زمین در آن محل) در همان‌جا درجه‌بندی کرد؛ ولی معمولاً ترازوهای فنری هنگام فروش روی سطحشان درجه‌بندی شده‌اند. این ترازوها چندین بار قابل استفاده‌اند.
اگر دو ترازوی فنر به صورت سری یا پشت سر هم آویزان شوند هر دو باید یک‌وزن برای جسم آویزان شده در انتها نمایش دهند، البته ترازوی بالایی باید کمی بیشتر نمایش دهد و آن ناشی از وزن ترازوی پایینی است که بر روی فنر بالایی اثر می‌کند.
ترازوهای فنری اندازه‌های گوناگونی دارند، کوچکترها در حد چند نیوتن را می‌توانند اندازه‌گیری کنند و فنرهایشان سختی کمتری دارد.

## کاربرد
در آموزش فیزیک از این ترازوها به عنوان شتاب‌سنج استفاده می‌شود ولی کاربرد اصلی آن‌ها در صنعت است به ویژه هنگام اندازه‌گیری وزن‌های بسیار سنگین مانند کامیون‌ها و سیلوها یا اندازه‌گیری بار قرار داده شده بر روی تسمه نقاله‌ها است. از این ترازوها هنگامی استفاده می‌شود که به دنبال دقت بالا نباشیم و تنها سادگی، ارزان قیمتی و توانمندی در ابزار برایمان مهم باشد.

## پیشینه
اولین ترازوی فنری در بریتانیا در سال ۱۷۷۰ توسط ریچار سالتر از بیلستون نزدیک وست برومویچ ساخته شد. او و برادرزاده‌هایش جان و جورج، شرکت جورج سالتر و همکاران یا George Salter Co را ایجاد کردند و تا سال ۱۸۳۸ از سازندگان اصلی ترازوها و ابزارهای اندازه‌گیری بودند. همچنین آن‌ها از سامانهٔ موجود در ترازوی فنری استفاده کردند و شیر ایمنی جدیدی را در لوکوموتیو بخار قرار دادند.